# Argon
L'argon o argo, dal greco ἀργόν (da α- εργόν), argón (“non attivo”, “ozioso”, “pigro”), è l'elemento chimico della tavola periodica che ha come simbolo Ar e come numero atomico 18. È un gas nobile, il terzo elemento nel gruppo 18 della tavola periodica (tra Ne e Kr) e l'ultimo del terzo periodo. Costituisce circa lo 0,95% del volume dell'atmosfera terrestre e in essa è il terzo elemento per abbondanza. È usato come gas inerte di riempimento in lampade ad incandescenza e, insieme ad altri gas nobili, come mezzo di plasma in lampade fluorescenti e in altri tubi a scarica. Il suo isotopo principale è il 40Ar, che proviene dal decadimento beta del potassio-40.

## Caratteristiche
L'argon è un elemento chimico estremamente stabile, inodore e insapore. È due volte e mezzo più solubile in acqua dell'azoto, che ha circa la stessa solubilità dell'ossigeno.
Nel 2002 è stato scoperto che l'argon, apparentemente inerte, come il kripton e lo xenon può formare un composto chimico con l'uranio. La sintesi dell'idrofluoruro di argon (HArF) è stata compiuta da ricercatori dell'università di Helsinki nel 2000. È stato descritto anche un altro composto a base di fluoro, altamente instabile, ma la notizia non è stata ancora confermata.
Sebbene allo stato attuale non siano documentati altri composti dell'argon, questo elemento può formare clatrati con l'acqua quando i suoi atomi sono intrappolati in una matrice di molecole d'acqua. Previsioni teoriche e simulazioni al calcolatore hanno trovato alcuni composti di argon che dovrebbero essere stabili, ma non sono ancora note procedure di sintesi per ottenerli.

## Applicazioni
L'argon è usato nell'illuminotecnica perché non reagisce con il filamento incandescente delle lampadine, nemmeno ad alte temperature quando l'azoto biatomico diventa instabile. Altri usi:
- come scudo di gas inerte in molte forme di saldatura, per metalli come il tungsteno e il titanio;
- come copertura inerte nella fabbricazione di titanio e altri elementi molto reattivi;
- come agente rimescolante (stirring) in siviera durante la fabbricazione dell'acciaio;
- come atmosfera protettiva nella crescita di cristalli di silicio e germanio;
- l'argon-39 è usato per molti scopi, soprattutto nell'analisi di carote di ghiaccio. Viene anche usato per datare falde acquifere;
- procedure di criochirurgia come la crioablazione usano argon liquido per distruggere cellule cancerose;
- in chirurgia si usa il bisturi ad argon per la dissezione/coagulazione del sangue (esempio: parenchima epatico)
- i sommozzatori lo usano per gonfiare le mute stagne per la sua proprietà termoisolante;
- viene immesso all'interno del vetro camera in sostituzione dell'aria per ridurre la trasmittanza termica;
- per la misurazione delle oscillazioni dei neutrini provenienti dal CERN di Ginevra, nei laboratori nazionali del Gran Sasso;
- per estinguere incendi.

## Storia
Nel 1785 Henry Cavendish sospettò la presenza dell'argon (dal greco argón, "inerte") come costituente dell'aria, ma non fu capace di dimostrarne l'esistenza: la scoperta si deve perciò a Lord Rayleigh e Sir William Ramsay che nel 1894 lo isolarono per distillazione frazionata dall'aria liquida. Fino al 1957 il suo simbolo fu rappresentato dalla sola lettera A.

## Disponibilità
L'argon viene isolato per distillazione frazionata dell'aria liquida. L'atmosfera terrestre ne contiene lo 0,94% in volume che corrisponde all'1,285% in peso. Per confronto l'atmosfera di Marte contiene l'1,6% di Ar-40 e 5 ppm di Ar-36.
Nei processi criogenici di raffreddamento dell'aria per la produzione di gas liquidi, tra cui azoto, ossigeno e idrogeno, l'aria può essere sottoposta ad una distillazione frazionata che sfrutta i differenti punti di ebollizione di ciascun componente; il punto di ebollizione dell'argon è intermedio tra quello dell'azoto e dell'ossigeno.

## Composti
Fino al 1962 si riteneva che l'argon e gli altri gas nobili fossero chimicamente inerti ed incapaci di formare composti; nonostante la loro elevata inerzia, è stato però possibile forzarli a legarsi ad altri atomi. I primi composti di argon sono stati sintetizzati da alcuni ricercatori dell'Università di Helsinki per irraggiamento ultravioletto di argon congelato contenente acido fluoridrico ottenendo fluoroidruro di argon, HArF.

## Isotopi
I principali isotopi dell'argon che si trovano sulla Terra sono 40Ar, 36Ar e 38Ar. Il 40K che esiste in natura decade in 40Ar, stabile, con un'emivita di 1,25×109 anni attraverso una cattura elettronica ed una emissione di positroni. 40Ar è usato per datare le rocce.
Nell'atmosfera terrestre 39Ar viene prodotto per azione dei raggi cosmici. A livello della superficie viene invece prodotto per cattura neutronica dal 39K o per emissione di una particella alfa dal 41Ca. L'argon-37 si crea dal decadimento del calcio-40 come risultato di esplosioni nucleari sotterranee; la sua emivita è di 35 giorni.

## Pericoli per la salute
L'argon di base non è tossico per l'organismo, tuttavia concentrazioni molto elevate danno luogo a una sintomatologia asfittica poiché non soddisfa la richiesta di ossigeno della respirazione. A causa del suo peso specifico l'argon tende a ristagnare negli ambienti, perciò lo stoccaggio di grandi quantità di argon in locali piccoli e chiusi è pericoloso nel caso di perdite.